# Nagy pörölycápa
A nagy pörölycápa más néven kalapácsfejű cápa (Sphyrna mokarran) a porcos halak (Chondrichthyes) osztályának kékcápaalakúak (Carcharhiniformes) rendjébe, ezen belül a pörölycápafélék (Sphyrnidae) családjába tartozó faj.
Ahogy a neve is mutatja, a nagy pörölycápa 5,5-6,1 méteres hosszával a legnagyobb pörölycápafaj. Ez a porcos hal világszerte megtalálható a trópusi vizekben és a mérsékelt öv melegebb részein is. Főleg a part menti vizekben és a kontinentális selfen fordul elő. A nagy pörölycápát a többi fajtól a „kalapács” alakja, amely széles és elöl majdnem teljesen egyenes, valamint a magas sarló alakú elülső hátúszója különbözteti meg. Magányos csúcsragadozó, erőteljes úszására hagyatkozva, sokféle zsákmányt képes elejteni; többek között: rákokat, fejlábúakat, csontos halakat és akár más, kisebb cápákat is. Az eddigi megfigyelések szerint a hal „kalapácsa” a tüskésráják elfogására is alkalmas. A nagy pörölycápa elevenszülő, kétévente lehet számolni egy alommal, melyből legfeljebb 55 életképes utód kerül ki.
Habár veszélyes lehet, ez a pörölycápafaj csak ritkán támad az emberekre. Gyakran kíváncsian közeledik a búvárokhoz, úgyhogy elővigyázatosnak kell lenni a közelében. A hatalmas uszonyai kedvelt csemege az ázsiai konyhákban az úgynevezett cápauszonyleves egyik fő összetevője. A nagymértékű ipari halászata miatt a nagy pörölycápa állományai világszerte jelentős mértékben megcsappantak. Emiatt a Természetvédelmi Világszövetség (IUCN) veszélyeztetett fajként tartja számon.

## Rendszertani besorolása
|  | Sphyrna mokarran |
|  |                  |
|  | Sphyrna zygaena  |
|  |                  |

|  | Sphyrna tudes |
|  |               |
|  | Sphyrna media |
|  |               |

|  | Sphyrna tiburo |
|  |                |
|  | Sphyrna corona |
|  |                |

|  | Sphyrna tudes |
|  |               |
|  | Sphyrna media |
|  |               |

|  | Sphyrna tiburo |
|  |                |
|  | Sphyrna corona |
|  |                |

|  | Sphyrna tudes |
|  |               |
|  | Sphyrna media |
|  |               |

|  | Sphyrna tiburo |
|  |                |
|  | Sphyrna corona |
|  |                |

|  | Sphyrna tudes |
|  |               |
|  | Sphyrna media |
|  |               |

|  | Sphyrna tiburo |
|  |                |
|  | Sphyrna corona |
|  |                |

|  | Sphyrna mokarran |
|  |                  |
|  | Sphyrna zygaena  |
|  |                  |

|  | Sphyrna tudes |
|  |               |
|  | Sphyrna media |
|  |               |

|  | Sphyrna tiburo |
|  |                |
|  | Sphyrna corona |
|  |                |

|  | Sphyrna tudes |
|  |               |
|  | Sphyrna media |
|  |               |

|  | Sphyrna tiburo |
|  |                |
|  | Sphyrna corona |
|  |                |

|  | Sphyrna tudes |
|  |               |
|  | Sphyrna media |
|  |               |

|  | Sphyrna tiburo |
|  |                |
|  | Sphyrna corona |
|  |                |

|  | Sphyrna tudes |
|  |               |
|  | Sphyrna media |
|  |               |

|  | Sphyrna tiburo |
|  |                |
|  | Sphyrna corona |
|  |                |

|  | Sphyrna mokarran |
|  |                  |
|  | Sphyrna zygaena  |
|  |                  |

|  | Sphyrna tudes |
|  |               |
|  | Sphyrna media |
|  |               |

|  | Sphyrna tiburo |
|  |                |
|  | Sphyrna corona |
|  |                |

|  | Sphyrna tudes |
|  |               |
|  | Sphyrna media |
|  |               |

|  | Sphyrna tiburo |
|  |                |
|  | Sphyrna corona |
|  |                |

|  | Sphyrna tudes |
|  |               |
|  | Sphyrna media |
|  |               |

|  | Sphyrna tiburo |
|  |                |
|  | Sphyrna corona |
|  |                |

|  | Sphyrna tudes |
|  |               |
|  | Sphyrna media |
|  |               |

|  | Sphyrna tiburo |
|  |                |
|  | Sphyrna corona |
|  |                |

|  | Sphyrna mokarran |
|  |                  |
|  | Sphyrna zygaena  |
|  |                  |

|  | Sphyrna tudes |
|  |               |
|  | Sphyrna media |
|  |               |

|  | Sphyrna tiburo |
|  |                |
|  | Sphyrna corona |
|  |                |

|  | Sphyrna tudes |
|  |               |
|  | Sphyrna media |
|  |               |

|  | Sphyrna tiburo |
|  |                |
|  | Sphyrna corona |
|  |                |

|  | Sphyrna tudes |
|  |               |
|  | Sphyrna media |
|  |               |

|  | Sphyrna tiburo |
|  |                |
|  | Sphyrna corona |
|  |                |

|  | Sphyrna tudes |
|  |               |
|  | Sphyrna media |
|  |               |

|  | Sphyrna tiburo |
|  |                |
|  | Sphyrna corona |
|  |                |

|  | Sphyrna mokarran |
|  |                  |
|  | Sphyrna zygaena  |
|  |                  |

|  | Sphyrna tudes |
|  |               |
|  | Sphyrna media |
|  |               |

|  | Sphyrna tiburo |
|  |                |
|  | Sphyrna corona |
|  |                |

|  | Sphyrna tudes |
|  |               |
|  | Sphyrna media |
|  |               |

|  | Sphyrna tiburo |
|  |                |
|  | Sphyrna corona |
|  |                |

|  | Sphyrna tudes |
|  |               |
|  | Sphyrna media |
|  |               |

|  | Sphyrna tiburo |
|  |                |
|  | Sphyrna corona |
|  |                |

|  | Sphyrna tudes |
|  |               |
|  | Sphyrna media |
|  |               |

|  | Sphyrna tiburo |
|  |                |
|  | Sphyrna corona |
|  |                |

|  | Sphyrna mokarran |
|  |                  |
|  | Sphyrna zygaena  |
|  |                  |

|  | Sphyrna tudes |
|  |               |
|  | Sphyrna media |
|  |               |

|  | Sphyrna tiburo |
|  |                |
|  | Sphyrna corona |
|  |                |

|  | Sphyrna tudes |
|  |               |
|  | Sphyrna media |
|  |               |

|  | Sphyrna tiburo |
|  |                |
|  | Sphyrna corona |
|  |                |

|  | Sphyrna tudes |
|  |               |
|  | Sphyrna media |
|  |               |

|  | Sphyrna tiburo |
|  |                |
|  | Sphyrna corona |
|  |                |

|  | Sphyrna tudes |
|  |               |
|  | Sphyrna media |
|  |               |

|  | Sphyrna tiburo |
|  |                |
|  | Sphyrna corona |
|  |                |

|  | Sphyrna mokarran |
|  |                  |
|  | Sphyrna zygaena  |
|  |                  |

|  | Sphyrna tudes |
|  |               |
|  | Sphyrna media |
|  |               |

|  | Sphyrna tiburo |
|  |                |
|  | Sphyrna corona |
|  |                |

|  | Sphyrna tudes |
|  |               |
|  | Sphyrna media |
|  |               |

|  | Sphyrna tiburo |
|  |                |
|  | Sphyrna corona |
|  |                |

|  | Sphyrna tudes |
|  |               |
|  | Sphyrna media |
|  |               |

|  | Sphyrna tiburo |
|  |                |
|  | Sphyrna corona |
|  |                |

|  | Sphyrna tudes |
|  |               |
|  | Sphyrna media |
|  |               |

|  | Sphyrna tiburo |
|  |                |
|  | Sphyrna corona |
|  |                |

|  | Sphyrna mokarran |
|  |                  |
|  | Sphyrna zygaena  |
|  |                  |

|  | Sphyrna tudes |
|  |               |
|  | Sphyrna media |
|  |               |

|  | Sphyrna tiburo |
|  |                |
|  | Sphyrna corona |
|  |                |

|  | Sphyrna tudes |
|  |               |
|  | Sphyrna media |
|  |               |

|  | Sphyrna tiburo |
|  |                |
|  | Sphyrna corona |
|  |                |

|  | Sphyrna tudes |
|  |               |
|  | Sphyrna media |
|  |               |

|  | Sphyrna tiburo |
|  |                |
|  | Sphyrna corona |
|  |                |

|  | Sphyrna tudes |
|  |               |
|  | Sphyrna media |
|  |               |

|  | Sphyrna tiburo |
|  |                |
|  | Sphyrna corona |
|  |                |

1837-ben Eduard Rüppell írta le először a nagy pörölycápát. A német természettudós a Zygaena mokarran tudományos nevet adta az állatnak. Később a porcos hal megkapta a mai nevét, a Sphyrna mokarrant. 1822-ben Achille Valenciennes francia halbiológus megalkotta a Sphyrna tudes tudományos nevet, amellyel a nagy pörölycápát illette. 1950-ben Enrico Tortonese rájött, hogy Valenciennes valójában nem a nagy pörölycápát írta le, hanem egy egészen más fajt, a most is nevét viselő vaksi pörölycápát (Sphyrna tudes). A nagy pörölycápa helyébe megkapta az elsődleges szinonimáját, azaz a mai nevét a Sphyrna mokarrant. E pörölycápa típuspéldánya egy 2,5 méteres hím, amelyet a Vörös-tengerből fogtak ki.
Azok a vizsgálatok, amelyek az alaktanra alapoznak, a nagy pörölycápát tartják e halcsalád legfejlettebb képviselőjének; mivel sokáig az a közismert tévhit létezett, mely szerint a kezdetleges fajoknak kis „kalapácsuk” és a fejlődés során az újabb fajok egyre nagyobb és nagyobb „kalapácsfejet” növesztettek. Azonban az új törzsfejlődéses kutatások, melyek a sejtmagban található (nukleáris) DNS (nDNS) vizsgálatot, valamint a mitokondriális genetikát alkalmazták, arra az eredményre jutottak, hogy a nagy pörölycápa és a közönséges pörölycápa (Sphyrna zygaena) a Sphyrna halnemen belül bazális kládot alkotnak. Tehát az első pörölycápák nem kis, hanem nagy „kalapácsfejűek” voltak.

## Előfordulása
A nagy pörölycápa az északi 40. és a déli 37. szélességi körök között lelhető fel. Az Atlanti-, a Csendes- és az Indiai-óceán trópusi és mérsékelt övi vizeiben honos ragadozó hal. Elterjedési területe az Atlanti-óceán nyugati részén, az amerikai Észak-Karolinától a Mexikói-öblön és a Karib-tengeren keresztül egészen Uruguayig terjed, míg ugyanez óceán keleti részén Marokkótól Szenegálig fordul elő; a Földközi-tengerben is van állománya. A másik két óceánban ez a hal Afrika keleti partjától és a Vörös-tengertől Rjúkjú-szigetekig, Új-Kaledóniáig és Francia Polinéziáig fordul elő. A Csendes-óceán keleti partjainál a mexikói Alsó-Kalifornia déli részétől Peruig található meg. Meglehet, hogy Gambia, Guinea, Mauritánia, Sierra Leone és Nyugat-Szahara tengeri vizeiben is előfordul, azonban az itteni állományok létezése még nincs megerősítve.
A táplálkozási és szaporodási helyek között nagy vándorutat tesz meg. A floridai és a Dél-kínai-tengerben élő nagy pörölycápák nyáron közelebb vándorolnak a pólusokhoz.

## Megjelenése

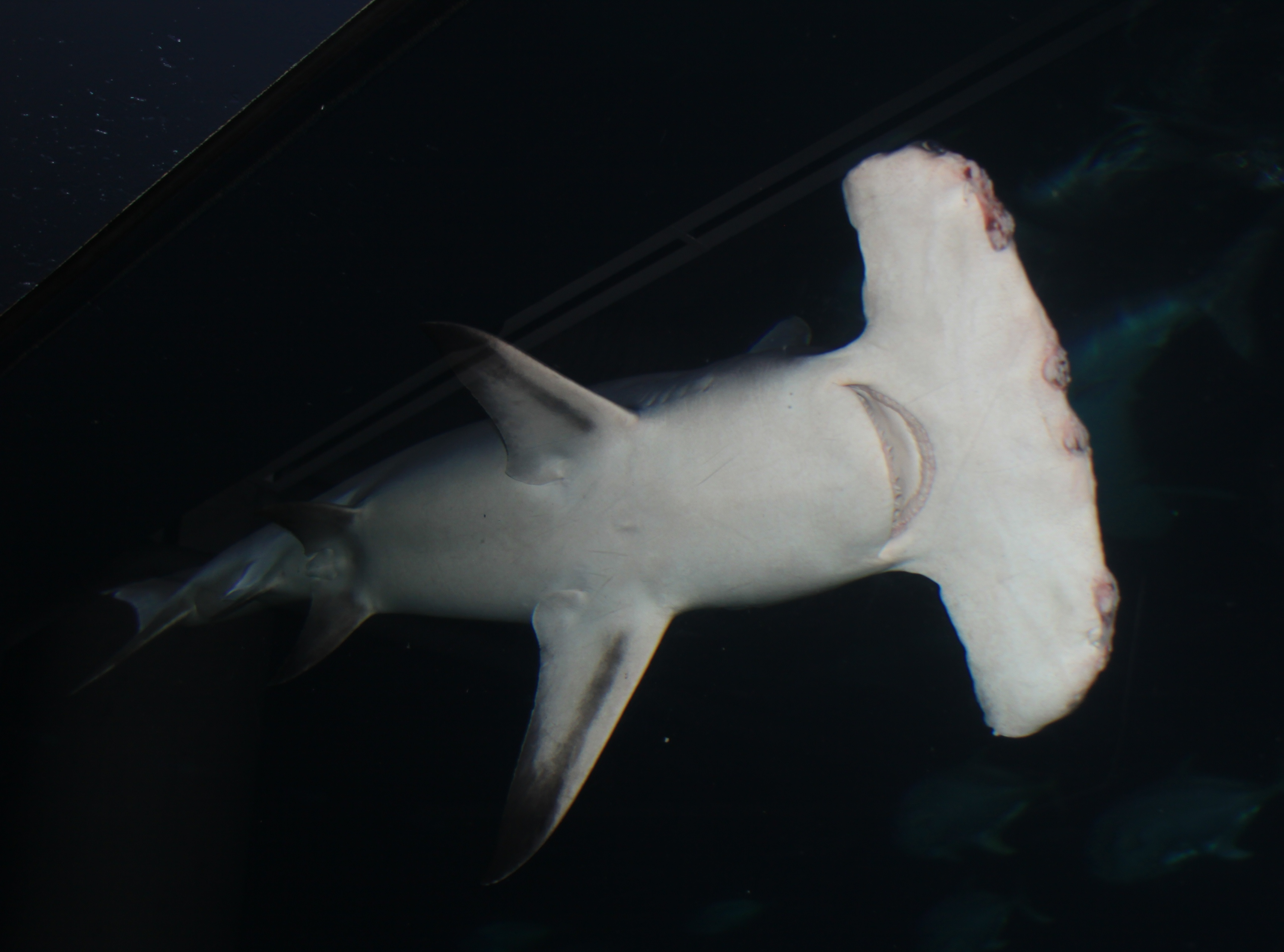
A hasi része fehér

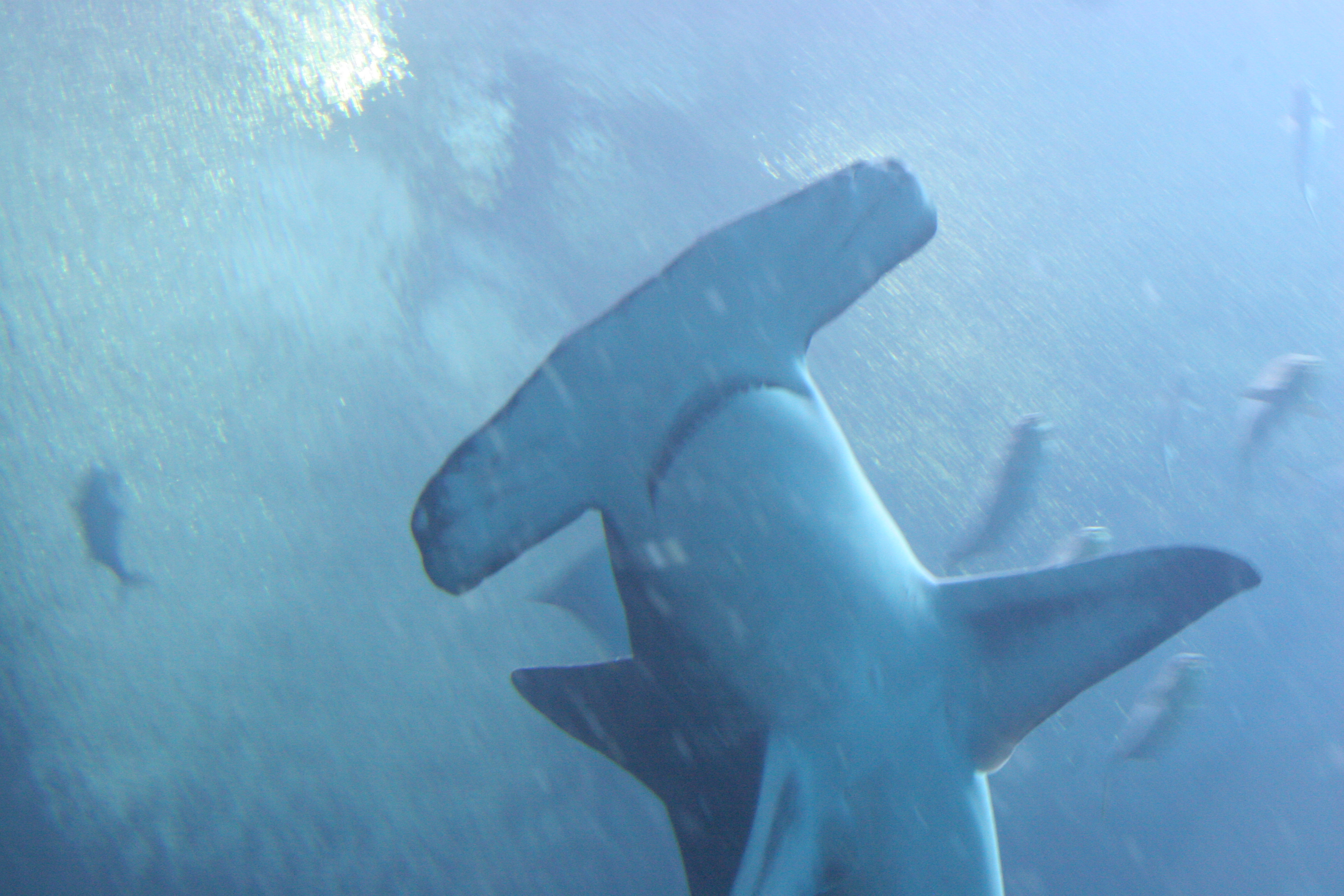
A nagy pörölycápa jellegzetes kalapácsfeje, a rokonaitól eltérően fejének az elülső része majdnem teljesen egyenes

Az áramvonalas teste és a kalapács alakú koponyája, aminek a két végén a szemei helyezkednek el, talán a legfelismerhetőbb cápává teszik a nagy pörölycápát. A felnőtt állatot a rokon Sphyrna coronától és a közönséges pörölycápától a széles fej majdnem teljesen egyenes elülső része, valamint a középvonalon levő kiemelkedés hiánya, valamint az egyéb dudorok hiánya különbözteti meg. A „kalapács” szélessége akkora, mint a hal hosszának a 23-27%-a. Hawaii kutatók szerint ennek segítségével az elektromos erőterek változását érzékeli. Orrnyílása a patkó alakú szája előtt található. Szemét harmadik szemhéj, átlátszó pislogóhártya is védi a sérülésektől, és mivel távol van egymástól és hólyagszerű, 360 fokos látást biztosít. A fogai háromszög alakúak és erősen fűrészes szélűek, azonban a száj széleihez közeledve egyre tompábbak. A felső állcsont (maxilla) mindkét felén 17 fogsor ül, további 2-3 foggal a közepén; az állkapocscsonton (mandibula) pedig 16-17 fogsor van, itt további 1-3 foggal az állkapocs közepén.
E porcos hal elülső hátúszója nagyon feltűnő, mivel igen magas és nagymértékben sarló alakú; tövének elülső része a mellúszók fölött kezdődik. A második hátúszó és a farok alatti úszó is eléggé nagy, mindkét testrész hátsó felén mély bevágás látható. A hasúszóinak a hátsó széle, amint az elülső hátúszója is, nagyon görbült; ez is megkülönbözteti a Sphyrna coronától, amelyen a hasúszók hátsó szélei egyenesek. Bőre sok ezer apró, éles fogaspikkellyel fedett, melyet ha előre simítanának, a dörzspapírhoz lehetne hasonlítani, viszont ha fordítva, elölről hátulra simítjuk, akkor bársonyos tapintású. Mindegyik pikkelyke gyémánt alakú; a fiatalok esetében 3-5, a felnőttek esetében pedig 5-6 vízszintes kiemelkedéssel, melyek az éles pikkelykeoldalhoz vezetnek. A nagy pörölycápa testszíne felül a sötétbarnától és a világosszürkétől egészen az olívazöldig változik, alulra haladva egyre világosodik, míg a hasi rész csaknem fehér. A felnőtt példány úszóin nincsen mintázat, azonban a fiatal nagy pörölycápa második hátúszó csúcsán egy sötét folt látható.
Az átlag nagy pörölycápa 350 centiméter hosszú és több mint 230 kilogramm testtömegű. A világállomány egy kis része, főleg a nőstények jóval nagyobbak fajtársaiknál nem ritkák az 5,5 méter körüliek. Az eddigi leghosszabb kifogott példány 610 centiméteres volt, míg a legnagyobb testtömegű 440 centiméteres és 580 kilogrammos volt; ez egy nőstény példány volt, melyet 2006-ban a floridai Boca Grande vizeiből fogtak ki. Feldarabolása után lett világos, hogy azért volt olyan nehéz ez a nőstény, mert 55 darab, majdnem ellésre kész kis cápa volt a testében.

## Életmódja

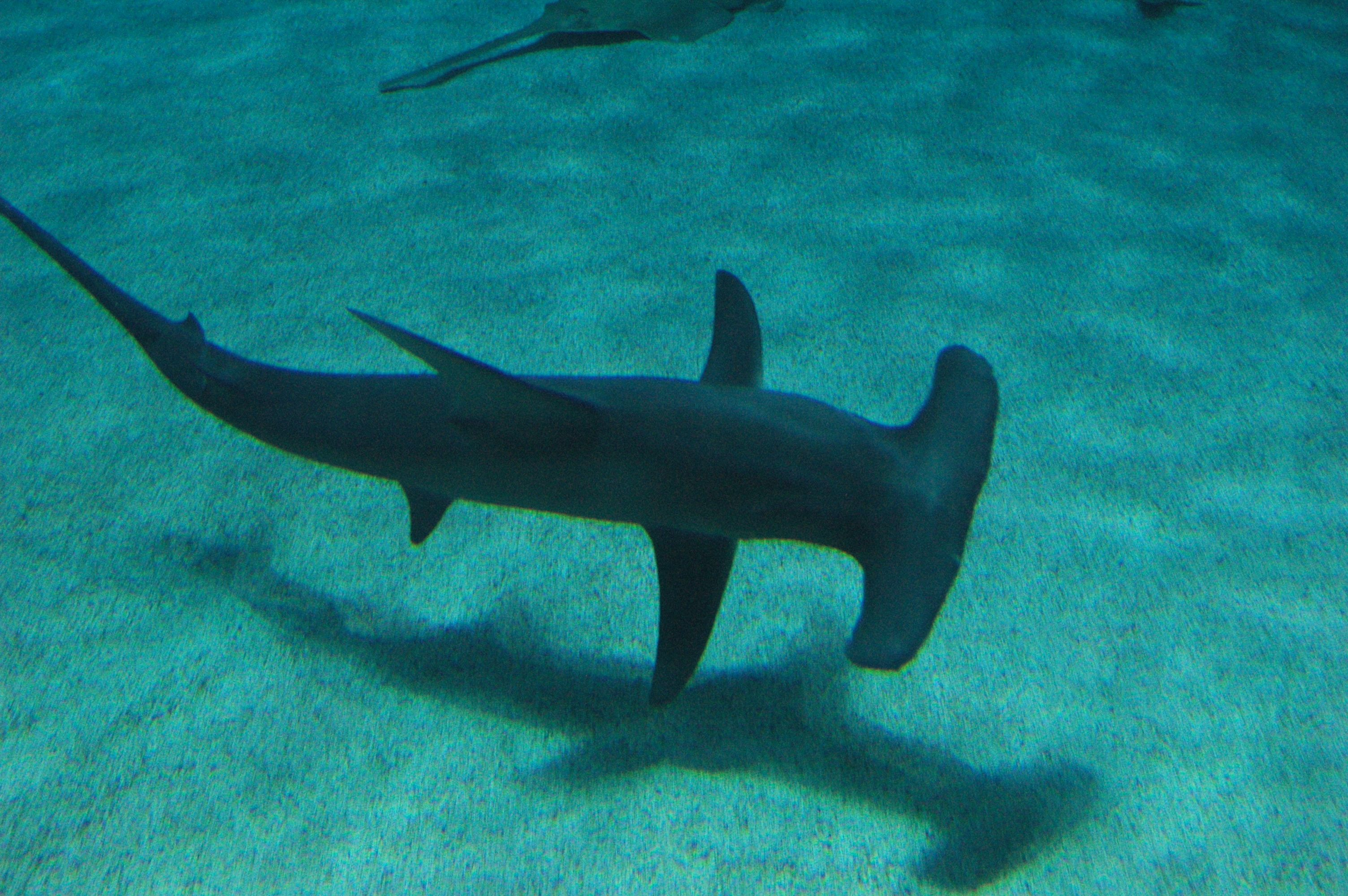
Széles fejének köszönhetően a nagy pörölycápa megérzi a homokban rejtőzködő zsákmányt

A nagy pörölycápa egyaránt kedveli a tengerpart menti részeket, de a nyílt tengert is. Gyakran brakkvízben is látható. Főleg a korallzátonyokat kedveli, de a kontinentális selfeken, szigetek lábainál, lagúnákban és mélyebb vizekben is fellelhető. Általában 1-80 méteres mélységekben tartózkodik, azonban akár 300 méter mélyre is leúszhat. Ez a porcos hal magányos és nomád életmódú ragadozó, melyet más, kisebb cápafajok széles körben elkerülnek. Ha veszélyben érzi magát, akkor megfélemlítő testtartást vesz fel, mely leeresztett mellúszókból, merev úszásból és gyors ide-oda fordulásból tevődik össze. A juvenil példányok a nagy bikacápáknak (Carcharhinus leucas) eshetnek áldozatul, míg a kifejlett pörölycápára az embert kivéve más ragadozó nem jelent veszélyt. A Carangoides bartholomaei nevű tüskésmakrélák (Carangidae) gyakran e cápafaj oldalaihoz dörzsölődnek, talán azért, hogy megszabaduljanak a saját élősködőiktől. A nagy pörölycápát gyakran kalauzhal (Naucrates ductor) rajok kísérik. Számos élősködője van, főleg az evezőlábú rákok (Copepoda) köréből; a leggyakoribbak közül néhány: Alebion carchariae, Alebion elegans, Nesippus orientalis, Nesippus crypturus, Eudactylina pollex, Kroyeria gemursa és Nemesis atlantica.

### Táplálkozása

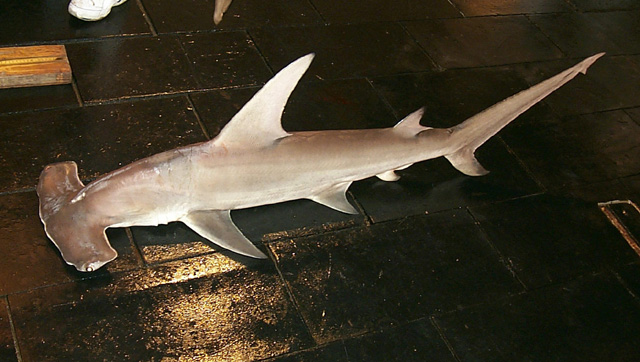
Az áramvonalas testalkatának köszönhetően a „gyors táplálék” sem menekülhet el

Aktív ragadozóként igen változatos az étlapja, egyaránt táplálkozik gerinctelenekkel és gerincesekkel. A gerinctelenek között szerepelnek a rövidfarkú rákok (Brachyura), a homárok, a kalmárok és a nyolckarú polipok, míg a gerincesek közül a tarponfélékre, szardíniákra, tengeri harcsafélékre, békahalalakúakra, tengeri durbincsfélékre (Sparidae), Haemulidae-fajokra, tüskésmakréla-félékre, árnyékhalfélékre, Epinephelinae-fajokra, lepényhalalakúakra, bőröndhalfélékre és sünhalfélékre vadászik. Az előbbiek mellett kisebb cápafajokat is elejt, főleg a nyestcápafélék közül. A Rangiroa vizeiben a nagy pörölycápa rátámad a párosodásban elfáradt szürke szirtcápákra (Carcharhinus amblyrhynchos) is. Ez a pörölycápa a kannibalizmusra is hajlamos.
A nagy pörölycápa kedvenc táplálékát a rájaszerűek és a valódi rájafélék, főleg a tüskésrájafélék képezik. A tüskésrájafélék mérgező tüskéi gyakran a cápa szájába fúródnak, de ez sem zavarja a ragadozó halat abban, hogy fogyasszon ezekből a rájákból. Például egy kifogott floridai példány szájába és annak környékre 96 tüske volt beszúródva. A cápa egyébként főleg hajnalkor és szürkületkor táplálkozik; vadászat közben széles szögekben ide-oda mozgatja a kalapács alakú széles fejét, hogy pontosan meghatározza a ráják és egyéb homokba elbújt zsákmányállatok szívverését, illetve azok elektromos hullámait. A leendő áldozata hollétét a koponyáján található érzékszervek segítségével, az úgynevezett Lorenzini-ampullákkal tudja meghatározni. A széles kalapácsfej a gyors forgásban is segíti, ily módon gyorsan ráfordulhat az esetleg menekülő zsákmányra. Florida közelében, amikor az emberek véres csalikat tesznek ki a cápák odacsalogatásához, gyakran elsőként a nagy pörölycápák érkeznek meg, ami azt jelenti, hogy e cápafaj szaglása is igen fejlett.
A széles fejének egy másik használatát a Bahama-szigetek vizeiben, rájavadászatkor figyelték meg a biológusok. A nagy pörölycápa egy Hypanus americanusra vadászott. A cápa először felülről ráütött a rájára és a tengerfenékhez nyomta, közben amíg ott tartotta, a rája két szárnyszerű mellúszójából falatozott. Miután a rája úszói jelentős mértékben megsérültek, már nem tudott elmenekülni; a halálosan megsebzett áldozatot aztán a cápa gyors fejmozdulatokkal darabokra tépve felfalta. Más megfigyeléskor egy nagy pörölycápa a nyílt vízben foltos sasrájára (Aetobatus narinari) támadt úgy, hogy hatalmasat harapott annak egyik mellúszójából, aztán pedig a sebzett zsákmányt lenyomta a tengerfenékre és úgy próbált helyezkedni, hogy a ráját fejjel előre tudja lenyelni. A felsorolt vadásztechnikákból kiindulva arra lehet következtetni, hogy a nagy pörölycápa a fehér cápához (Carcharodon carcharias) hasonlóan első harapásra próbálja harcképtelenné tenni az áldozatát, és a „kalapácsfejet” egyéni tulajdonságok mellett a zsákmány lefogására is alkalmazza.

## Szaporodása

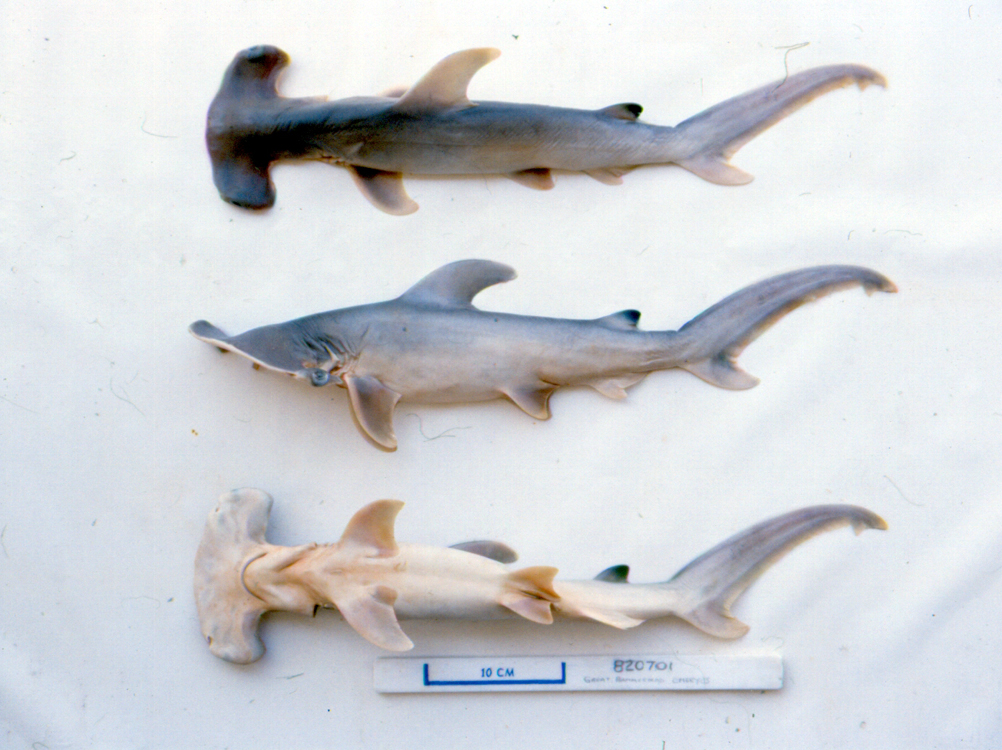
E cápafaj embriói; akár az emlősök esetében, méhlepényszerű burokban fejlődnek ki

Ez a cápafaj, akár a többi pörölycápaféle elevenszülő, vagyis a kis pörölycápák az anyjuk testéből bújnak elő. Ez azután következik be, amikor már a kis cápák felélték a szikzacskóik „sárgáját”, a szikzacskók az emlősök méhlepényéhez hasonló burokká alakulnak át. Más cápafajoktól eltérően, melyek inkább a tengerfenék közelében párosodnak, a nagy pörölycápák a vízfelszín közelében nemzik a következő nemzedéket. A Bahama-szigeteken megfigyelték, amint egy nőstény és egy hím egymás körül felfelé úszott, és csak akkor párosodtak, amikor felértek a felszínre. A nőstény csak kétévenként szaporodik. Az északi félgömbön késő tavasszal és nyáron, míg az ausztrál vizekben decembertől januárig ellik. A vemhesség 11 hónapig tart. Egy alomban 6-55 kis cápa lehet, azonban általában körülbelül 13-40 kis cápa van. Az újszülött cápák világra jöttükkor 50-70 centiméter hosszúak. A hímek 230-280 centiméteresen és 51 kilogrammosan, míg a nőstények 250-300 centiméteresen és 41 kilogrammosan számítanak felnőttnek. A fiatal példányt a kerekebb kalapácsfejének köszönhetően könnyen meg lehet különböztetni a felnőttől.
Az átlag élettartama 20-30 év; a rekordot tartó Boca Grande-i nőstény a becslések szerint 40-50 éves lehetett.

## A nagy pörölycápa és az ember
Hatalmas mérete és éles fogai miatt a nagy pörölycápa halálos sérüléseket okozhat az embernek, emiatt a közelében vigyázni kell. Ennek a cápafajnak (meglehet alaptalanul) agresszív viselkedést tulajdonítanak, és a pörölycápák között ezt tartják a legveszélyesebbnek. Egyes búvárok beszámolói szerint a nagy pörölycápa félénk, vagy nem is törődik az ember jelenlétével. Mások szerint viszont alig merül le a búvár, és a nagy pörölycápa máris nekiesik. 2011-től a Nemzetközi Cápatámadás Archívum (International Shark Attack File, ISAF) 34 pörölycápa támadást tart számon; ezekből 17 támadás provokálás nélkül történt, és egyik sem volt halálos kimenetelű. Mivel igen nehéz megállapítani a támadó cápa faját, nem lehet tudni, hogy hány alkalomkor támadott tényleg nagy pörölycápa. Eddig csak egyetlenegy bebizonyított nagy pörölycápa támadás történt, az is emberi provokáció miatt.

### Halászata
A nagy pörölycápát ipari méretekben halásszák, de a sporthorgászok is igen kedvelik. Ipari halászatához számos horoggal ellátott hosszú zsinórokat, a tengerfenékhez rögzített hálókat, valamint vontatott hálókat használnak. Húsa ehető, bár ritkán fogyasztják; de ha mégis megtalálható a halpiacokon, akkor ott frissen, fagyasztva, szárítva, sózva vagy füstölve árusítják. Ezt a pörölycápát, mint sok más cápafajt is, legfőképp az úszóiért mészárolják le, mivel az állat e testrésze az ázsiai konyhákban az úgynevezett cápauszonyleves legfőbb hozzátevője. Ennek a porcos halnak a bőrét a bőriparban, míg a fel nem használt testrészeit a tenyésztett halak táplálékaként hasznosítják. Májolajából vitaminokat készítenek.

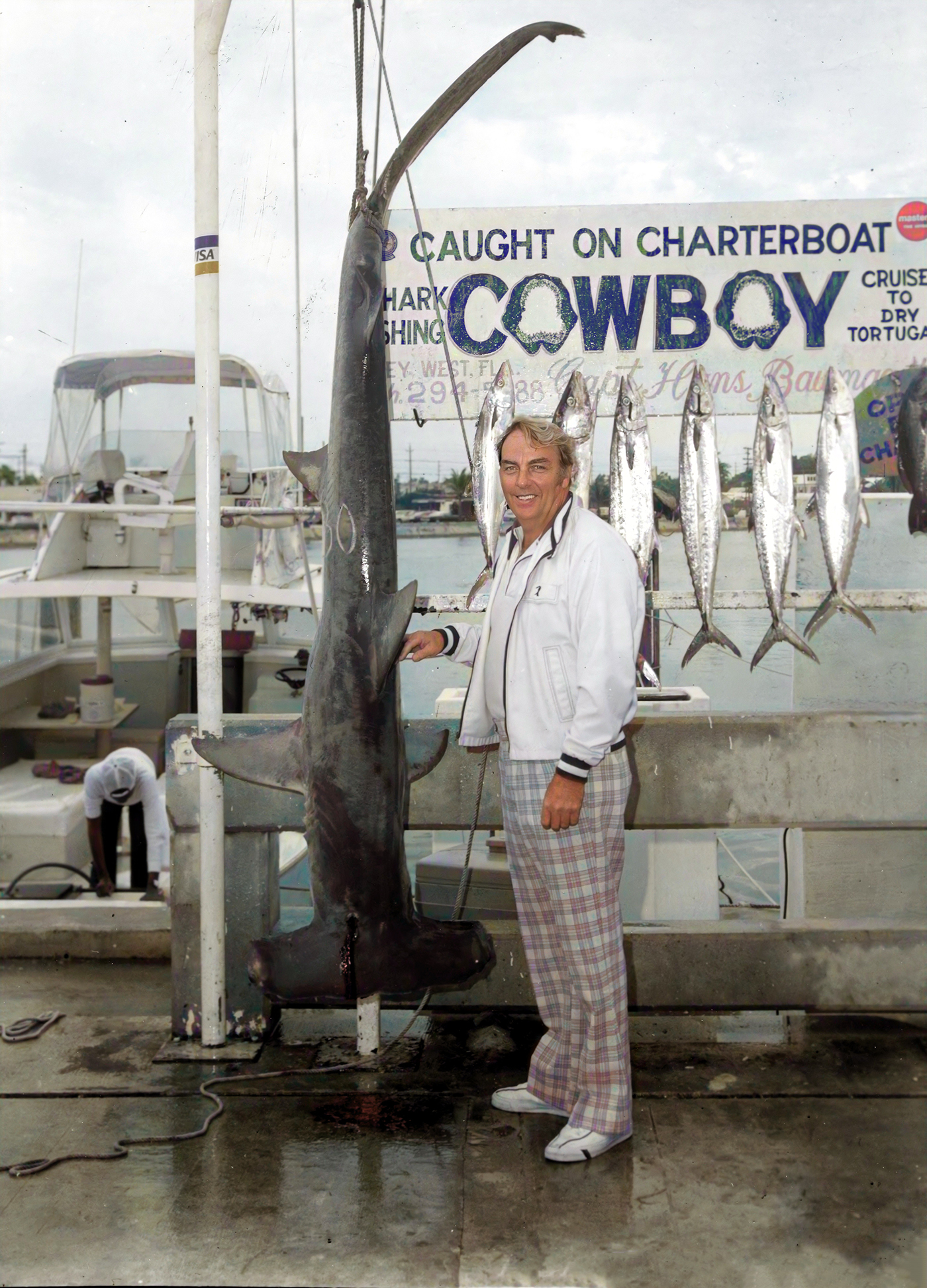
Az USA vizeiből kifogott példány

Igen gyakran a más cápafajoknak, vagy akár tonhalaknak szánt hálókba gabalyodik bele. Az Atlanti-óceán északnyugati részén és a Mexikói-öbölben a nagy pörölycápa nagyon sokszor mellékfogásként kerül a halászhálókba; annyira súlyos az eset, hogy a nagy pörölycápák körében a elhalálozások 90%-át ez okozza. Ausztrália és a Dél-afrikai Köztársaság vizeiben számos nagy pörölycápa gabalyodik bele az emberek védelmét szolgáló, úgynevezett cápahálókba (hálók, amelyek a fürdőzők biztonságáért vannak kitéve a tengerpartok közelében).

### Védelme
Ez a cápafaj túlságosan is ki van téve a túlhalászás veszélyeinek, mivel fő ragadozóként a faja kevés példánnyal rendelkezik és két nemzedéke között jókora idő telik el. Halászata mértékének a felmérését az is nehezíti, hogy a halászok a fogás bevallásakor nem különítik el a nagy pörölycápát a többi pörölycápafajtól, tehát nem lehet tudni biztosan, hogy a fogásban hány szóban forgó cápa is van. A Természetvédelmi Világszövetség (IUCN) a globális állományt veszélyeztetett fajként tartja számon. Az Atlanti-óceán északnyugati részén és a Mexikói-öbölben veszélyeztetett faj, mivel mellékfogásként az állománya az 1990-es évektől 50%-kal csökkent. Az Indiai-óceán délnyugati részén is veszélyeztetettnek számít, mivel számos orvhalászhajó hosszú zsinóros halászatot folytat a partok mentén; ezek pörölycápákat és a Rhynchobatus djiddensis nevű hegedűráját keresik. Az Indiai-óceánban 1978 és 2003 között a kifogott nagy pörölycápák száma 73%-kal csökkent; még nem ismert, hogy ez az állománycsökkenés csak egyes helyeken van, vagy az egész óceánt érinti. Afrika nyugati partjain súlyosan veszélyeztetett fajnak számít, mivel az utóbbi 25 évben a nagy pörölycápa állomány becslések szerint 80%-kal csökkent. A Nyugat-afrikai szubregionális halászati bizottság (West African Sub-Regional Fishing Commission; SRFC) a nagy pörölycápát Nyugat-Afrika négy legveszélyeztetettebb hala közé sorolja; azonban ezekben a vizekben még mindig folyik e cápa felügyelet és szabályok nélküli halászata. Ausztrália északi részén adathiányosként tartják számon, de „magas veszélyeztetettség” mellett. Az ausztrál vizekben, valószínűleg a cápaúszók megdrágulásának következtében, nagymértékű orvhalászat indult el. A be nem vallott, törvénytelen halászat miatt nem lehet tudni, hogy hány nagy pörölycápa pusztul el.
Eddig kizárólag a nagy pörölycápa védelmére még nem született védelmet adó törvény. Ez a cápafaj az ENSZ Tengeri Törvény Konvenciója (United Nations Convention on the Law of the Sea) által létrehozott Vándor fajokról szóló határozat I. függelékén is szerepel; de eddig még nem jött létre semmiféle halászatát szabályozó törvény. Ha az Amerikai Egyesült Államok, Ausztrália, az Európai Unió, valamint az olyan nemzetközi szervezetek, mint például a Nemzetközi atlanti-óceáni tonhalakat védelmező bizottság (International Commission for the Conservation of Atlantic Tunas; ICCAT) betiltanák a cápák kifogását az úszók levágása céljából, akkor a nagy pörölycápára gyakorolt halászati nyomás jelentős mértékben csökkenne.

## Fordítás
- Ez a szócikk részben vagy egészben  a   Great hammerhead című angol Wikipédia-szócikk ezen változatának fordításán alapul.  Az eredeti cikk szerkesztőit annak laptörténete sorolja fel. Ez a jelzés csupán a megfogalmazás eredetét és a szerzői jogokat jelzi, nem szolgál a cikkben szereplő információk forrásmegjelöléseként.

### A faj tudományos leírásával foglalkozó internetes ismeretforrások
- A taxon adatlapja az ITIS adatbázisában. Integrated Taxonomic Information System. (Hozzáférés: 2015. január 15.)
- Sphyrna mokarran (Rüppell, 1837) (angol nyelven). WoRMS World Register of Marine Species. (Hozzáférés: 2015. január 15.)
- Great Hammerhead Sphyrna mokarran (Rüppell, 1837) (angol nyelven). BioLiB.cz. (Hozzáférés: 2015. január 15.)
- Sphyrna mokarran (Rüppell, 1837) (cseh nyelven). AQUATAB. (Hozzáférés: 2015. január 15.)
- Great hammerhead (Sphyrna mokarran) (angol nyelven). ARKIVE. [2013. december 22-i dátummal az eredetiből archiválva]. (Hozzáférés: 2015. január 15.)
- Sphyrna mokarran Great Hammerhead (angol nyelven). Animal Diversity Web ADW. (Hozzáférés: 2015. január 15.)
- Sphyrna mokarran, Great Hammerhead Shark (angol nyelven). Encyclopedia of Life. (Hozzáférés: 2015. január 15.)
- Sphyrna mokarran (angol nyelven). NCBI Taxonomy browser. (Hozzáférés: 2015. január 15.)